# Seuleumak Muda
Seuleumak Muda is een bestuurslaag in het regentschap Aceh Timur van de provincie Atjeh, Indonesië. Seuleumak Muda telt 154 inwoners (volkstelling 2010).